# 第53屆紐西蘭議會
第53屆新西蘭議會是過去一屆新西兰议会，從2020年大選選出。因令狀訂明2020年11月12日為會期第一次會議（但後來押後至同月20日），所以眾議院最遲須於2023年11月20日被解散。議員於11月25日宣誓就職，翌日進行國會開幕大典。2023年，此屆議會定於該年9月8日解散。
唯一的議會—眾議院的120個議席以聯立制以下列方式產生：16人按法例從南島的普通單人選區選出，71人從北島的單選區選出；7人來自毛利人專屬單選區，並與前者互相重疊；其餘48名則從政黨名單比例代表制中選出，而政黨需獲得5%的得票才能獲分配議席。此外，本屆國會沒有超額席次。 為確保選區間維持比例，選舉劃界是按照2018年人口普查以及預測人口增幅而定。
此屆議會是1996年實施聯立制以來，首次有單一政黨（工黨）取得過半議席。除綠黨維持與前者合作外，其餘的政黨為反對黨（當中國家黨是官方反對黨，此外還有行動黨和毛利黨）。